# ONODA 一万夜を越えて
『ONODA 一万夜を越えて』（オノダ いちまんやをこえて、仏: Onoda, 10 000 nuits dans la jungle）は、2021年10月8日公開の映画。フランス、ドイツ、ベルギー、イタリア、日本による国際共同製作作品で、原案はベルナール・サンドロンの著書『ONODA 30 ans seul en guerre』、監督はアルチュール・アラリ、主演は遠藤雄弥と津田寛治。
太平洋戦争終戦後もフィリピン・ルバング島で過ごし、1974年に日本に帰還した小野田寛郎旧陸軍少尉の史実を基に、ジャングルでの壮絶な日々を描く。
監督のアルチュール・アラリは全編日本語での演出にこだわった他、出演俳優は全員日本人となる。撮影はカンボジアで行われた。
2021年7月に開催された第74回カンヌ国際映画祭のある視点部門オープニング作品。フランスでは同年7月21日公開。
2022年2月25日、第47回セザール賞で作品賞、監督賞など4部門にノミネートされ、脚本賞を受賞した。

## あらすじ
太平洋戦争末期の1944年、士官学校生の小野田寛郎は航空兵を希望したが、高所恐怖症が判明して叶わなかった。そんな小野田を谷口少佐は陸軍中野学校にスカウトする。特殊なスパイ訓練を受け、陸軍少尉となった小野田はフィリピン・ルバング島に派遣される。しかし、指揮官たちは経験不足な小野田を見下して命令を無視する。米軍上陸の報がもたらされたが、米兵は「War over(終戦)」と叫んでいた。
米軍・日本軍共に島から退去し、小野田は3人の部下と取り残される。終戦情報を信じない小野田は、部下たちに自分の秘密任務を伝える。何年でも生きて島に留まり、援軍が戻った時に島の詳細な情報を渡すことが小野田の真の任務だったのである。
小野田は、部下の島田伍長と小塚一等兵、若い赤津と共にジャングルに潜み、島民から食料や物資を奪い、時には殺害して島の地図を完成させる。5年が経過した時、島民との銃撃戦で島田が死亡し、耐え切れなくなった赤津は島民に降伏する。
1950年、赤津は拡声機で小野田らに呼びかける。小野田らの存在が日本に伝わり、政府関係者や小野田の家族が終戦を知らせる為に来島したのである。しかし、特殊訓練を受けている小野田は全てを米軍の罠と疑い、姿を見せない。やがて小塚が島民に殺され、小野田は一人きりになる。
1973年、日本人の青年・鈴木紀夫のキャンプを見つけた小野田は姿を見せる。共にタバコを吸い酒を飲んだ小野田は、自分に秘密任務を命じた谷口少佐を連れて来て欲しいと男泣きする。
鈴木青年は日本で谷口少佐を探し当て、説得してルバング島へ連れて来る。作戦終了の命令を受領した小野田は武装解除し、帰国するためフィリピン軍のヘリコプターに乗り込む。

## キャスト
- 小野田寛郎：遠藤雄弥（青年期）[9]、津田寛治（成年期）[9]
- 鈴木紀夫：仲野太賀[10]
- 小塚金七：松浦祐也（青年期）[10][9]、千葉哲也（成年期）[10]
- 島田庄一：カトウシンスケ
- 赤津勇一：井之脇海
- 黒田軍曹：足立智充
- 早川中尉：吉岡睦雄
- 末廣少尉：嶋田久作
- 病気の兵士：伊島空
- 二俣分校の生徒：森岡龍
- 小野田種次郎（寛郎の父）：諏訪敦彦[10]
- 谷口義美：イッセー尾形[10][11]

## 作品の評価
Rotten Tomatoesによれば、36件の評論のうち高評価は97%にあたる35件で、平均点は10点満点中7.8点、批評家の一致した見解は「我を忘れてのめり込んでしまうような忍耐と手に取るようにわかる共感とともに、『ONODA 一万夜を越えて』には実在の兵士が頑なに名誉を追い求める姿に痛切なドラマがある。」となっている。
Metacriticによれば、12件の評論の全てが高評価で、平均点は100点満点中78点となっている。